# 江漢道
江漢道（こうかん-どう）は中華民国北京政府により設置された湖北省の道。

## 沿革
1913年（民国2年）1月17日に武漢黄徳道として設置、まもなく鄂東道と改称された。観察使は江夏県に設置され、下部に武昌、鄂城、嘉魚、蒲圻、咸寧、崇陽、通山、通城、大冶、陽新、漢陽、漢川、黄陂、孝感、沔陽、黄岡、黄安、黄梅、蘄春、蘄水、麻城、羅田、広済、安陸、随県、雲夢、応山、応城の29県を管轄した。1914年（民国3年）5月23日江漢道と改称、観察使も道尹と改められた。1926年（民国15年）に廃止されている。

## 行政区画
廃止直前の下部行政区画は下記の通り。（50音順）
- 安陸県
- 雲夢県
- 応山県
- 応城県
- 嘉魚県
- 鄂城県
- 漢川県
- 咸寧県
- 漢陽県
- 蘄春県
- 蘄水県
- 黄安県
- 孝感県
- 黄岡県
- 広済県
- 黄梅県
- 黄陂県
- 随県
- 崇陽県
- 大冶県
- 通山県
- 通城県
- 武昌県
- 沔陽県
- 蒲圻県
- 麻城県
- 陽新県
- 羅田県